# Baquíada
Els Baquíades (en grec antic Βακχιάδαι "Bakkhiadai") eren un clan heràclida que tenia el seus orígens en Baquis, un rei de Corint del 926 aC al 891 aC, que va governar aquesta ciutat fins a l'abolició de la monarquia (cap al 748 aC) i després encara al front d'una oligarquia fins a la seva deposició per Cípsel el 657 aC.
Diodor de Sicília, a la llista que dona dels reis heràclides, fa de Baquis un descendent d'Aletes que va enderrocar el 1074 aC a la dinastia dels sisífades, descendents de Sísif, però per Pausànies, Baquis va ser el fundador de la dinastia heràclida que va substituir una anterior dinastia també heràclida.
Els baquíades com a reis van ser enderrocats el 748 aC quan Telestes va ser assassinat pels membres de la mateixa dinastia Arieos i Perantes. Segons Diodor abans de l'establiment de fet de l'oligarquia encara hi va haver el regnat d'un any d'Autòmenes. Segons el mateix autor, aquesta forma de govern, l'oligarquia, formada per pritans que governaven durant un any, eren elegits pels baquíades entre els membres del seu mateix clan, i va durar noranta anys, tot i que Estrabó, sense que se'n sàpiguen els motius els assigna un període de dos-cents anys. En aquest període es va estendre el comerç per la Mediterrània, i es van fundar colònies a Siracusa i Còrcira principalment. Eren un clan endogàmic, segons Heròdot, cosa que va dificultar la seva permanència.
Finalment, el seu luxe excessiu i la seva insolència i opressió va fer que el poble, encapçalat per Cípsel, amb el suport de la major part dels membres dels baquíades enviats a l'exili els va enderrocar. Van ser enviats a l'exili, i es van refugiar a diferents parts de Grècia i fins i tot a Itàlia. Un baquíada, Fàlios, encara va governar Epidamne el 627 aC, segons Tucídides.
Persones distingides de la família dels baquíades van ser el legislador tebà, Filolau (cap a l'any 728 aC) i el poeta Eumel de Corint. Els reis dels lincestis deien ser descendents dels baquíades.